# スマートシティ・グローバルネットワーク
スマートシティ・グローバルネットワークはスマートシティ（環境配慮型都市）に関する交流組織。
ICTの活用などによるスマートシティ・モデルを構築し普及させるために、企業や日本国内外の自治体などが参加する。交通や省エネルギーなどテーマごとのワーキングチームで構成され、展示会への共同出展なども目指す。2015年、京都府の発起により設立された。